# Chris Young
Christopher Tyler Young conhecido apenas como Chris Young, nascido em Chambersburg, Pennsylvania, USA
em 28 de Abril de 1971, é um ator, diretor e produtor norte americano [cantor] [compositor], conhecido pelas suas músicas e atuações nas séries "Married People"  e "Max Headroom". É casado com Lea Moreno Young desde 2000.
Foi produtor de filmes como The Proud Family Movie e atuou em O Terror Ronda a Escola. 